# Moulay Hassan

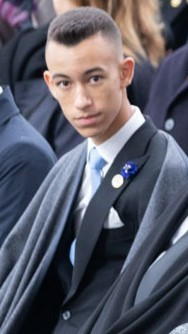
Kronprinz Moulay Hassan (2018)

Moulay Hassan (arabisch مولاي الحسن بن محمد, DMG Mawlāyy al-Ḥasan bin Muḥammad, * 8. Mai 2003 in Rabat, Marokko) ist der Kronprinz von Marokko aus dem Geschlecht der Alawiden. Er ist der erstgeborene Sohn von König Mohammed VI. und dessen Ehefrau Lalla Salma.

## Leben
Moulay Hassan wurde am 8. Mai 2003 als der einzige Sohn von König Mohammed VI. und Prinzessin Lalla Salma im Königspalast in Rabat geboren. Er ist nach seinem Großvater Hassan II. benannt. Mit seiner Volljährigkeit erwarb er am 8. Mai 2021 das Recht, die Thronfolge anzutreten.
Moulay Hassan hat eine jüngere Schwester, Prinzessin Lalla Khadija (* 2007). 

### Ausbildung
Moulay Hassan schloss seine Schulausbildung am Royal College in Rabat ab. Sein Vater und Großvater waren ebenfalls dort Schüler. 2020 erhielt er sein Baccalauréat, das einem deutschen Abitur gleicht.
Er absolviert ein Studium an den Universitäten von Benguir und Rabat in den Fächern Politikwissenschaften, Sozialökonomie und Verwaltungsrecht. So soll er sich auf eine künftige Rolle als Staatsoberhaupt Marokkos vorbereiten.
Moulay Hassan spricht neben den offiziellen Sprachen Marokkos, Arabisch (darunter Darija und Hocharabisch) und Französisch, auch Englisch und Spanisch.

## Öffentliches Auftreten
Bei einem Staatsbesuch seines Vaters in Tunesien wurde Moulay Hassan 2014 vom damaligen tunesischen Präsidenten Moncef Marzouki mit dem Großkordon des Ordens der Republik Tunesien (Grand Cordon de l'ordre de la République) geehrt.
Seit 2015 unterstützt und repräsentiert er seinen Vater zunehmend bei öffentlichen Auftritten: So empfing er 2019 Prinz Harry und Meghan Markle bei deren Staatsbesuch in Rabat und nahm im selben Jahr an der Trauerfeier des ehemaligen französischen Präsidenten Jacques Chirac in Paris teil. An der Seite seines Vaters gratulierte er 2022 der marokkanischen Nationalmannschaft im Thronsaal im Royal Palace in Rabat.